# Союз порятунку (фільм)
«Союз порятунку» — російський військово-історичний драматичний художній фільм 2019 року режисера Андрія Кравчука, що оповідає про повстання декабристів 1825 року в столиці Російської імперії — Санкт-Петербурзі.
Прем'єра фільму відбулася 18 грудня 2019 року в московському кінотеатрі «Жовтень». У широкий російський прокат кінострічка вийшла 26 грудня 2019 року.

## Сюжет
1808 рік. Приватний виховний пансіон в Парижі. Імператор Франції Наполеон, відвідуючи пансіон, наказав показати йому найталановитішого учня. Ним виявився син російського дипломата в Парижі, підданий Російської імперії Сергій Муравйов-Апостол.
1814 рік. Під час найвищого огляду у зв'язку з перемогою над наполеонівською Францією лейбгвардії Семенівського полку Муравйов-Апостол пропонує государю випити шампанського на честь перемоги, але той проїжджає повз, відмовившись втім заарештувати сміливого офіцера.
1820 рік. Солдати Семенівського полку піднімають бунт, вимагаючи покарати командира полку Шварца. Офіцери полку Муравйов-Апостол і Бєстужев-Рюмін вмовляють солдатів піти до государя. Однак Олександр I під впливом брата Миколи розформовує полк, звільняє офіцерів гвардії і переводить їх в 2-у армію, солдатів розсилають за різними армійським частинам і гарнізонах. Поручик Муравйов-Апостол разом з полковником Пестелем їде з Санкт-Петербурга в Чернігівський піхотний полк у Київську губернію. Офіцери цілий рік готують вбивство царя під час відвідин ним огляду, і наступний похід на Петербург. Щоб замести сліди перед перевірками Пестель під дулом пістолета змушує капітана Майбороду написати розписку про те, що він запозичив відсутню суму з полкової скарбниці. Майборода відправляє лист Олександру I, де розповідає про змову. Імператор, що сам прагне до реформ, вирішує залишити все без уваги: огляд скасовують, змовники відбуваються негласним попередженням.
1825 рік. Олександр I несподівано помирає в Таганрозі. Микола згідно із заповітом готується прийняти владу, але петербурзький генерал-губернатор Милорадович піднімає вірні йому частини і приносить присягу Костянтинові. Виникає міжцарів'я. Микола знаходить лист Майбороди та спираючись на загрозу змови і вісті від старшого брата збирається взяти владу. До Рилєєва їде граф Мордвинов і повідомляє що назавтра призначена присяга Миколі. Змовники вирішують перейти до дій: оголосити Миколу самозванцем, підняти гвардію, привести Сенат до присяги Костянтину..
В Чернігівський полк приїжджає генерал Юшневський і повідомляє Пестелю, що влада на підставі доносу Майбороди викликала його в Тульчин для арешту. Пестель, переконаний, що Росія оцінить його подвиг, вирішує підкоритися. Муравйов повідомляє про це Бестужеву. Змовники намагаються заарештувати командира полку Геделя, але той пручається і офіцери заколюють його. Вони ведуть полк на Петербург.
Ранок 14 грудня. Московський піхотний полк на чолі з Оболенським, Пановим, Бестужевим і Петром Каховським виходять на Сенатську площу і готуються атакувати Сенат (не знаючи, що Сенат уже присягнув Миколі). Микола наказує Милорадовичу навести порядок. Солдати підпорядковуються наказом Милорадовича йти казарми, але Каховський стріляє йому в спину а Оболенський добиває його багнетом. До повсталих приєдналися Гвардійський флотський екіпаж і лейбгренадери. Микола посилає в бій кінногвардійців Орлова, але повсталі розсіюють їх залпами. Диктатор князь Трубецькой відмовляється приєднатися до бунтівників. До Миколи підходять інші полки.
1826 рік, 13 липня. Верховний кримінальний суд у справі декабристів по закінченні судового процесу засуджує п'ятьох ватажків повстання (Павло Пестель, Кондратій Рилєєв, Сергій Муравйов-Апостол, Михайло Бестужев-Рюмін і Петро Каховський) до смертної кари через повішення. З шибениці зриваються Рилєєв, Муравйов-Апостол і Каховський.

## У ролях
| \| Актор \| Роль \| \| -------------------- \| ----------------------------------------------------------------------------------------------------------- \| \| Леонід Бічевін \| підполковник Сергій Муравйов-Апостол \| \| Іван Колесников \| імператор Микола I \| \| Максим Матвєєв \| полковник гвардії, князь Сергій Трубецький \| \| Антон Шагін \| підпоручик у відставці Кіндрат Рилєєв \| \| Павло Прилучний \| полковник Павло Пестель \| \| Іван Янковський \| підпоручик Михайло Бестужев-Рюмін \| \| Сергій Агафонов \| поручик у відставці Петро Каховський \| \| Ігор Петренко \| розжалуваний майор Баранов \| \| Віталій Кіщенко \| імператор Олександр I \| \| Олександр Домогаров \| генерал від інфантерії, герой війни 1812 року, генерал-губернатор Санкт-Петербурга граф Михайло Милорадович \| \| Олексій Гуськов \| генерал від інфантерії, князь Олексій Щербатов \| \| Сергій Колтаков \| граф Микола Мордвинов \| \| Олександр Устюгов \| генерал-ад'ютант Олексій Орлов \| \| Владислав Вєтров \| підполковник Густав Гебель \| \| Олександр Лазарєв \| генерал-лейтенант Олександр Бенкендорф \| \| Інгеборга Дапкунайте \| княгиня Бєльська \| \| Софія Ернст \| Анна Бєльська \| \| Артем Ткаченко \| жандармський полковник Амфельт \| \| Сергій Перегудов \| полковник Артамон Муравйов \| \| Єфим Петрунин \| поручик Іван Сухинов \| \| Павло Баршак \| штабс-капітан, барон Веніамін Соловйов \| \| Кирило Кузнєцов \| поручик Михайло Щепілло \| \| Антон Феоктистов \| поручик Анастасій Кузьмін \| \| Андрій Мартинов \| прапорщик Іполіт Муравйов-Апостол \| \| Дмитро Лисенков \| поручик, князь Євген Оболенський \| | |
| Актор | Роль |
| Леонід Бічевін | підполковник Сергій Муравйов-Апостол                                                                        |
| Іван Колесников | імператор Микола I                                                                                          |
| Максим Матвєєв | полковник гвардії, князь Сергій Трубецький                                                                  |
| Антон Шагін | підпоручик у відставці Кіндрат Рилєєв                                                                       |
| Павло Прилучний | полковник Павло Пестель                                                                                     |
| Іван Янковський | підпоручик Михайло Бестужев-Рюмін                                                                           |
| Сергій Агафонов | поручик у відставці Петро Каховський                                                                        |
| Ігор Петренко | розжалуваний майор Баранов                                                                                  |
| Віталій Кіщенко | імператор Олександр I                                                                                       |
| Олександр Домогаров | генерал від інфантерії, герой війни 1812 року, генерал-губернатор Санкт-Петербурга граф Михайло Милорадович |
| Олексій Гуськов | генерал від інфантерії, князь Олексій Щербатов                                                              |
| Сергій Колтаков | граф Микола Мордвинов                                                                                       |
| Олександр Устюгов | генерал-ад'ютант Олексій Орлов                                                                              |
| Владислав Вєтров | підполковник Густав Гебель                                                                                  |
| Олександр Лазарєв | генерал-лейтенант Олександр Бенкендорф                                                                      |
| Інгеборга Дапкунайте | княгиня Бєльська                                                                                            |
| Софія Ернст | Анна Бєльська                                                                                               |
| Артем Ткаченко | жандармський полковник Амфельт                                                                              |
| Сергій Перегудов | полковник Артамон Муравйов                                                                                  |
| Єфим Петрунин | поручик Іван Сухинов                                                                                        |
| Павло Баршак | штабс-капітан, барон Веніамін Соловйов                                                                      |
| Кирило Кузнєцов | поручик Михайло Щепілло                                                                                     |
| Антон Феоктистов | поручик Анастасій Кузьмін                                                                                   |
| Андрій Мартинов | прапорщик Іполіт Муравйов-Апостол                                                                           |
| Дмитро Лисенков | поручик, князь Євген Оболенський                                                                            |

## Зйомки
Зйомки почалися в Москві на початку 2018 року. Фільм знімався в Санкт-Петербурзі, Бєлгородської області і в Гатчині. Історичним консультантом фільму була В. О. Киянська.

## Критика
Незалежні історики та кінокритики вказують на історичну недостовірність і ідеологічну зарядженість фільму. Фільм показує декабристів невизначеними бунтівниками без мети, в той час як цар Олександр І виставляється прогресивним реформатором, що не відповідає історичній дійсності.
Російський пропагандист радянського штибу BadComedian звинуватив картину в незв`язному сюжеті, великій кількості флешбеків, серйозному спотворенні історичних фактів, кінематографічних огріхах, а також в наявності пропагандистської складової.

## Маркетинг
Прем'єра першого трейлера відбулася 14 грудня 2018 року.